# Echinophyllia pectinata
Echinophyllia pectinata är en korallart som beskrevs av Veron 2002. Echinophyllia pectinata ingår i släktet Echinophyllia och familjen Pectiniidae. IUCN kategoriserar arten globalt som otillräckligt studerad. Inga underarter finns listade i Catalogue of Life.